# Savyon Liebrecht
Savyon Liebrecht, (in ebraico סַבְיוֹן לִיבְּרֵכְט‎?) (Monaco di Baviera, 13 gennaio 1948), è una scrittrice tedesca naturalizzata israeliana.

## Biografia
Ultimogenita di Sabine Sosnowki, una sopravvissuta all'Olocausto ebrea polacca, nacque a Monaco in Germania nel 1948 ma si trasferì in Israele solo due anni dopo.
Studiò filosofia e letteratura all'Università di Tel Aviv. La sua produzione letteraria cominciò durante il servizio militare. La sua prima raccolta di racconti Tappuḥim min ha-Midbar ("Mele del deserto") apparve in Israele nel 1986.
Ha pubblicato romanzi e racconti non disdegnando il teatro e la televisione.
Le sue opere sono state tradotte e pubblicate in diverse lingue, tra cui l'italiano, l'inglese e il tedesco. Nel 2007 la sua opera "La banalità dell'amore", sulla storia di Hannah Arendt e Martin Heidegger, è stata rappresentata a Tel Aviv e a Bonn.
Si sposò nel 1971 ed ebbe una figlia e un figlio.
Ha vinto il premio Alterman, in Israele, nel 1987 e il premio Amelia Rosselli a Roma nel 2002.

## Tematiche
Nel racconto che dà il titolo alla sua prima raccolta, Mele dal deserto, Liebrecht narra della visita di una donna religiosa di Gerusalemme in un kibbutz nel deserto, dove sua figlia si è stabilita scegliendo uno stile di vita laico; in seguito all'incontro, la madre comprenderà la felicità della figlia e rispetterà la sua scelta. In un altro racconto della stessa raccolta, Una stanza sul tetto, narra dell'incontro tra una donna ebrea israeliana e tre operai arabi incaricati di svolgere lavori nella sua casa; tra sospetti e tensioni, lentamente la donna si aprirà alla conoscenza dell'altro, prima visto come un'entità indistinta.
Altre raccolte di racconti sono Susim al Kevish Gehah ("Cavalli in autostrada", 1988); Sinit Ani Medabberet Elekha ("Per me è tutto greco, le disse", 1992); Ẓarikh Sof le-Sippur Ahavah ("Prove d'amore", 1995); Nashim mitokh ha-Katalog, ("Donne da un catalogo", 2000) e Makom Tov la-Laylah ("Un buon posto per la notte", 2002).
Tra le diverse tematiche affrontate dall'autrice quella della Shoah è sempre particolarmente presente.
Nel racconto "Eliminazione", una nonna rasa malamente i bellissimi riccioli della nipote di quattro anni per toglierle i pidocchi perché così aveva sempre visto fare nei campi di concentramento, mentre in "Compassione" una sopravvissuta all'olocausto, imprigionata in casa dal marito arabo, affoga i nipoti per proteggerli da future sofferenze.
Temi ricorrenti delle opere di Liebrecht sono la vita in Israele dei sopravvissuti all'Olocausto, cinquant'anni dopo la catastrofe, l'esperienza della maternità e del matrimonio da un punto di vista femminile, le tensioni tra haredim ed ebrei secolarizzati e le relazioni tra israeliani ebrei e arabi.
Profondamente segnata dalle istanze del femminismo, i personaggi di Liebrecht sono spesso donne che lottano contro lo status marginale al quale la patriarcale società israeliana le condanna. Nel racconto "Sulla strada per Cedar City", una donna israeliana, derisa e umiliata da suo marito e da suo figlio durante un viaggio negli Stati Uniti, afferma la sua indipendenza attraverso l'amicizia con una donna araba. I tre racconti della raccolta Donne da un catalogo evidenziano la complessa relazione tra una donna straniera, un badante filippino e una ragazza polacca con la società israeliana. Il racconto Ish, Ishah veIsh (Un uomo, una donna e un uomo, 1998) è la storia di Hamutal, una donna sposata che ha una breve relazione con un uomo che ha incontrato nel reparto geriatrico di un ospedale in cui erano ricoverati i suoi genitori.

## Opere pubblicate in italiano
- Mele dal deserto, Edizioni e/o, Roma, 2001.
- Prove d'amore, Edizioni e/o, Roma, 2001.
- Donne da un catalogo, Edizioni e/o, Roma, 2002.
- Un buon posto per la notte, Edizioni e/o, Roma, 2005.
- Le donne di mio padre, Edizioni e/o, Roma, 2008.
- La banalità dell'amore, Edizioni e/o, Roma, 2010.

### Fonti
- S. Lillian Kremer, Holocaust Literature: Lerner to Zychlinsky, index, Taylor & Francis, 2003,  p. 1142, ISBN 9780415929844. URL consultato il 12 marzo 2014.